# إيسوكا
إيسوكا (باليابانية : イスカ تُنطق باليابانية : إيسوكا) هو عبارة عن سلسلة مانغا وأنمي يابانية من تأليف المانغاكا أوسامو تاكاهاشي تم نشر المانغا في مجلة يونغ إيس التابعة لشركة كادوكاوا شوتين في الفترة بين يوليو 2009 حتّى أبريل عام 2017 وتم جمعها في 9 مجلدات تانكوبون. والأنمي من أنتاج أستديوهات آرمز كوربوريشن وتم عرضه في الفترة بين يناير ومارس من عام 2015 .

## القصة
تدور القصة حول شينيتشيرو وهو طالب حصل على وظيفة كمدبر منزل من أجل دفع إيجاره. عندما أطلق مخلوقًا غريبًا عن غير قصد في العالم، علم أن صاحبة العمل، التي تدعى ساكويا شيمازو، هي رئيسة عشيرة شيمازو التي تصطاد هذه المخلوقات الغريبة المعروفة بأسم الأشباح أو الأرواح الهاربة من العالم الآخر إلي عالمه. حيث يتعاون شينيتشيرو معها لمطاردة الوحوش التي تهرب إلي عالمه فكيف ستطور الأحداث؟ .

## الشخصيات

### الشخصيات الاساسية
شينتشيرو أسانو (باليابانية : 浅野 真一郎 
تُنطق باليابانية : أسانو  شين تشيلو )
أداء صوتي: كيسوكي كوماتو
شينتشيرو أو شينشيرو هو طالب متوسط الحال في المدرسة الثانوية، لكن لديه قدرة روحية غير عادية تسمي بـعيون الحقيقة أو الشينغان باليابانية 真 眼 ، والتي تسمح له بتعرّف على الاسم الحقيقي لأي مخلوق خارق للطبيعة أو أي شخص لديه قوى خارقة عندما يقوم بعمل إتصال فموي معهم عن طريق التقبيل. نظرًا لأنه أول شخص يقوم بذكر الاسم الحقيقي للفرد يكتسب القدرة على إجبار الشخص المذكور على فعل ما يريد (في حدود المعقول)، فإنه يصبح حليفًا قويًا ويقوم بمساعدة ساكويا في عملها. لسوء الحظ، يعرف أسم ساكويا الحقيقي وبذكره، مما يجعلها غير قادرة على عصيانه. في الأصل، كان يعيش بمفرده في شقة والديه، حيث أن والديه غادر اليابان وأنتقلا إلى أوروبا للتدريب على العمل (في المانجا، والده يعمل كساحر مسرحي سيئ ووالدته تعمل كمساعدة لزوجها)، [ch. 1] وثم أنتقل فيما بعد إلى منزل «ساكويا» (ظاهريًا يعمل علي أنه مُدبر منزلها) بعد أن بدآ العمل معًا. أصبح هو حامل سيف الروح ياشاو بعد أن عرف اسم السيف الحقيقي عندما استحوذ السيف على ساكويا وكادت الأخيرة أن تقوم بقتله تقريبًا. [ch. 4]
ساكويا شيمازو (باليابانية : 島津 朔邪 تُنطق باليابانية : شيمازو ساكويا )
أداء صوتي: إيبوكي كيدو 
ساكويا هي الرئيسة الفعلية أو المؤقتة السابعة والثلاثين لعائلة شيمازو وسلاحها هو القوس، لكنها في صراع على السلطة مع ابنة عمها الصغري سوسيري على هذا المنصب. إنها ترغب في أن تصبح رئيسة الأسرة لمعرفة ما حدث لوالديها قبل عدة سنوات من الوقت حدوث الأنمي. تم تكليف عائلتها بختم الوحوش والأرواح التي تعبر من العالم الأخر إلى عالم البشر، ولكن على عكس العديد من أفراد عائلتها، لا تعتقد أن الغايات تبرر الوسائل وتحاول تقليل الأضرار الجانبية إلى الحد الأدنى. إنها تستخدم القوس والسهم مع العديد مع العديد الهجمات الروحية في القتال، وعندما يقوم شينيتشيرو بإثارتها جنسياً، تضاعف قوتها وتصبح الهجمات أقوي بعشرة أضعاف هجماتها العادية. في البداية كانت مترددة في القيام بذلك لأنه يجب عليها أن تقوم بتقبيله لكي تُثار، ولكن بمرور الوقت أصبحت لديها مشاعر تجاهه. على الرغم من أنها تحافظ على نظرتها المتعالية تجاهه، إلا أن ترتدي قناعاً يخفي خلفه شابة تريد فقط أن تعيش كشخص عادي. عندما كتشف شينيتشيرو اسمها الحقيقي إيسوكا، تصبح غير قادرة على عصيان أي من أوامره. [ch. 7] ومن أجل حفظ ماء الوجه وتجنب فقدان مكانتها في الأسرة، أُجبر شينيتشيرو على أن يتقدم لخطبتها، ولو بالاسم فقط. تم حذف هذا الجزء من الأنمي وتم الإشارة له في المانغا فقط، ولكن تم التلميح إليه من قبل نامي شيمازو، جدة ساكويا، عندما أطلقت على شينيتشرو لقب «السيد الزوج». اسم ساكويا الحقيقي إيسوكا، وهو الاسم الذي اختارته بعد أن أعطاها والدها طائر لعبة مصنوع من القطيفة البولشية؛ من المفترض أن يجلب هذا لها هذا الأسم الحظ السعيد ويمنع المرض. نقطة ضعفها هو الخوف من الفئران والصراصير. [ch. 11]
سوسيري شيمازو (باليابانية : 島津 須世璃 تُنطق باليابانية : شيمازو سوسيلي )
أداء صوتي: أم . إيه . أوه
سوسيري هي ابنة خالة ساكويا الصغري وهي منافستها التي ترشح نفسها لتصبح الرئيسة القادمة لعائلة شيمازو. إنها متخصصة في استدعاء الأرواح وسحر الرياح. في البداية، بدت بلا عاطفة إلى حد ما وتركز فقط على أن تصبح الرئيسة التالية. حتّى أنها تحاول زيادة فرصها في أن تصبح الرئيسة التالية من خلال محاولة جذب شينيتشيرو نحوها لتبعده عن منافستها ساكويا؛ حاولت سوسيري إكتشاف الاسم الحقيقي لساكويا باستخدام قدرة عيون الحقيقة الخاصة بشينيتشيرو فشلت عندما ذكر شينيتشيرو اسم ساكويا الحقيقي أولاً. [ch. 7] انتقلت لاحقًا إلى نفس المدرسة مثل ساكويا ليس فقط فقط لجذب شينيتشيرو لصفها ولمضايقة ابنة عمها ساكويا ولكن أيضًا للتحقيق في ظهور الكثير من الأشباح في المدرسة. مع مرور الوقت، بدأت في إظهار مشاعر حب تجاه شينتشيرو. وذلك لأنها تحسد ساكويا فلا تريدها أن تصبح أفضل منها وفي نفس الوقت هي معجبة بساكويا ولكنها تخفي مشاعرها، اختارت سوسيري اسمها الحقيقي ليصبح ساكويا.

### الشخصيات الثانوية
تاماكو (باليابانية :タマ子  تُنطق باليابانية : تاماكو)
أداء صوتي: كاوري سادوهارا 
هي شبح لقطة ذات ذيلان قادمة من عالم آحر ذات شعر أحمر وصدر كبير أو تصور بشكل فتاة ذات شعر أحمر في رأسها إذني القطة. يمكن أن تتحول إلى شكل قطة عملاقة وهي الروح الأولى التي ألتقي بها شينيتشيرو؛ في المانجا، يمكنها أيضًا أن تتخذ شكل قطة بالحجم الطبيعي. يعرف شينيتشرو اسمها الحقيقي عندما قامت بتقبيله وذلك عرفاناً منه لأنه قام بإنقاذها من ساكويا (في الأنمي، يحدث هذا بعد أن يساعدها من في زيادة قوتها لتتمكن من إيقاف هجوم الوحش الصاعق). اسمها الحقيقي هو تاما، ولكن بناءً على طلبها، أعطاها شينيتشيرو اسم تاماكو لإخفاء اسمها الحقيقي. مثل معظم الأرواح، تحتاج إلى طاقة الحياة للبقاء على قيد الحياة، رغم أنها لم تهاجم أي شخص أبدًا. ووفقًا لطبيعتها الشبيهة بالقطط، فإنها تلعق شينيتشيرو بحب، وتحب أن تلتف في حضنه وتميل إلى تناول وجباتها على الأرض. لديها أيضًا نزعة مزعجة تتمثل في اصطياد الفريسة وإحضارها إليه ودوماً ما ترتمي عليه وهي عارية تماماً.
ناديشيكو سوما ( باليابانية : 相馬 撫子  تُنطق باليابانية : سوما ناديشيكو)
أداء صوتي: سايكو زوغو
ناديشيكو هي معلمة كل من شينيتشيرو وساكويا في المدرسة الثانوية التي التحقوا بها. لديها صلة بعائلة شيمازو، وقد تم تعيينها من قبل عائلة شيمازو كوصي على كل من ساكويا وسوسيري [ch. 6] وتساعد في إصلاح الفوضي التي خلفته ساكويا في العمل. وهي أيضًا المسؤولة عن الحصول على شينيتشيرو وظيفته كمدبر لمنزل لساكويا؛ في وقت لاحق، انتقل شينيتشيرو إلى منزل ساكويا كجزء من الخطة التي رسموها معاً لجعل شينيتشيرو وساكويا يتظاهرون بأنهم يعتزمون علي الزواج وفتنتقل هي الأُخري للعيش في منزل ساكويا وذلك لمراقبتهم بشكل أكثر دقة وللتحقيق في أمر الاسم الحقيقي لـ شينيتشيرو. [ch. 9] علي الرغم من أنها تساعد ساكويا، إلا أن ناديشيكو تدعم سوسيري في أن تصبح الرئيسة التالية للأسرة، وتحب آثارة ساكويا بين الحين والآخر عن طريق مغازلة شينيتشيرو أو اقتراح طرق تساهم في تقرب الفتيات الأخريات من شينيتشيرو وذلك من أجل جعل الحياة في بيت ساكويا مثيرة للاهتمام بشكل أكبر.و لديها معرفة كبيرة بالشيكيغامي والعمالقة أي الأرواح القادمة من العالم الآخر إلي عالم البشر
نامي شيمازو (باليابانية : 島津那巳 تُنطق باليابانية : شيمازو نامي)
أداء صوتي: إيكوي أوتاني 
نامي هي جدة ساكويا وسوسيري ورئيسة عائلة شيمازو الحالية. على الرغم من عمرها، فهي تظهر بصورة فتاة صغيرة من خلال استخدام جسم اصطناعي من صنع ناديشيكو وتحب ممارسة ألعاب الفيديو. إنها مفتونة بسلطات شينيتشيرو باعتباره قائد قوي وتعلن أن رئيسة الأسرة التالية يجب أن تتزوجه. عندما تتلاشى قوتها للتحكم في الجسم الاصطناعي، عهدت لشينيتشيرو بجوهرة تحتوي على قوى روحية عظيمة على أمل أن يتمكن من إيجاد طريقة لختمها. كان لنامي لقاء سابق مع إيسوكا الأنيسيانية، وهو أساس ضغينة إيسوكا ضد عائلة شيمازو.
ماتسوري سوما (باليابانية : 相馬 茉莉 تُنطق باليابانية : سوما ماتسولي)
أداء صوتي: أكاني كوهيناتا
ماتسوري هي تابعة ومساعد سوسيري. وهي مختصة أيضًا في القيام بجلسات العلاج الروحي وذلك لتقليل الأضرار الجانبية التي تلحق بالمارة الأبرياء من المعارك مع الأشباح.
إيسوكا (باليابانية : イスカ تُنطق باليابانية : إيسوكا)
أداء صوتي: أيومي فوجيمورا
إيسوكا إنسان آلي أو أنيسيانية صنع بواسطة أفراد عائلة أساهينا وتحمل إيسوكا ضغينة ضد عائلة شيمازو ولكن يبدو أنها تركز بشكل أساسي على ساكويا. ومع ذلك، فهي لا تريد قتلها على الفور: إنها تريد أولاً أن تعذب ساكويا بقتل أقرب الناس إليها حتى تستسلم لليأس وعندها فقط ستقتلها. لم يتم الكشف عن سبب تطابق اسمها مع الاسم الحقيقي لساكويا، ولكن في نهاية الأنمي تبين أن والد ساكويا قد أصبح متورطًا أيضًا في هذا الصراع.
توكيهيرو شيمازو (باليابانية : しまづときはる تُنطق باليابانية : شيمازو توكيهيلو)
هو والد ساكويا الذي ينحدر من عائلة أساهينا، التي تعد العدوة الأولي لعائلة شيمازو. وظل يقاتل الأرواح القادمة من العالم الآخر في مكان مجهول قبل ثماني سنوات من بدء أحداث القصة.
جايا شيمازو (باليابانية : しまづかや تُنطق باليابانية : شيمازو جايا)
هي والدة ساكويا وقد اختفت رفقة زوجها قبل ثماني سنوات من بدء أحداث القصة
ساجيري شيمازو (باليابانية : しまづさぎり تُنطق باليابانية : شيمازو ساجيلي)
هي خالة ساكويا ووالدة سوسيري بعد أن فشلت في هزيمة أختها جايا وخسرت منصب رئاسة عائلة شيمازو، أرادت أن تجعل إبنتها سوسيري هي الرئيسة التالية للعائلة، لذلك كانت صارمة للغاية في تعليمها، وكرهت ساكويا كثيرًا وذُكر هذا بالتفصيل في الحلقة التاسعة.
إيراندا (باليابانية : イルダーナ تُنطق باليابانية : إيلاندا)
هو شريك إيسوكا ويرتدي قناعًا وظهر في الحلقة التاسعة والعاشرة فقط
أكيوكي أساهينا (باليابانية : あさひなあきゆき تُنطق باليابانية :اساهينا اكيوكي)
هو رئيس عائلة اساهينا والأخ الأصغر لتوكيهيرو والد ساكويا وهو يعد عمها
ليليا أساهينا (باليابانية : あさひなリリア تُنطق باليابانية : اساهينا ريريا)
ليليا هي ابنة أكيوكي أساهينا ودوماً ما تعانق دباً لعبة لا يُعرف عنها الكثير من المعلومات سوي إنها ابنة عم ساكويا
ماتسورا فوزوكي (باليابانية : まつうら ふづき تُنطق باليابانية : فوزوكي ماتسولا )
هي زميلة ساكويا في المدرسة
كاناي تاتشيبانا (باليابانية : たちばなかなえ تُنطق باليابانية : تاتشيبانا كاناي )
هي زميلة ساكويا في المدرسة

## وسائط

### المانجا
سلسلة المانغا من تأليف المانغاكا أوسامو تاكاهاشي تم نشر المانغا في مجلة يونغ إيس التابعة لشركة كادوكاوا شوتين في الفترة بين يوليو 2009 حتّى أبريل عام 2017 وتم جمعها في 9 مجلدات تانكوبون

#### قائمة مجلدات المانغا
| ترتيب المجلد | تاريخ الإصدار  | الرقم الدولي للكتاب    |
| ------------ | -------------- | ---------------------- |
| 1            | 21 مايو 2010   | ISBN 978-4-04-715458-2 |
| 2            | 23 فبراير 2011 | ISBN 978-4-04-715625-8 |
| 3            | 21 نوفمبر 2012 | ISBN 978-4-04-120502-0 |
| 4            | 22 أغسطس 2013  | ISBN 978-4-04-120851-9 |
| 5            | 26 يونيو 2014  | ISBN 978-4-04-102025-8 |
| 6            | 29 ديسمبر 2014 | ISBN 978-4-04-102026-5 |
| 7            | 4 سبتمبر 2015  | ISBN 978-4-04-102803-2 |
| 8            | 4 أكتوبر 2016  | ISBN 978-4-04-104418-6 |
| 9            | 2 مايو 2017    | ISBN 978-4-04-105464-2 |

### الأنمي
الأنمي من أنتاج أستديوهات آرمز كوربوريشن وتم عرضه في الفترة بين يناير ومارس من عام 2015 وعرض علي عدة قنوات منها طوكيو أم أكس، إيه تي-أكس، BS11، تلفاز سايتاما، CTC، tvk، سون تلفزيون، تي في كيو كيوشو و GBS
الشارة الافتتاحية للأنمي هو "Never say Never" والتي تعني بالعربية لا تقل لا أبدا من غناء فرقة أفيليا ساجا، بينما شارة النهاية "Somebody to Love" والتي تعني بالعربية شخصاً ما ليحب من غناء فرقة تو -فورميلا، وهو ثنائي يتألف من المطربات والممثلات الصوتيات سايكو زوجو وكاوري سادوهارا.

#### قائمة الحلقات
| ترتيب الحلقة | أسم الحلقة باللغة العربية | أسم الحلقة باللغة اليابانية | تاريخ عرض الحلقة لأول مرة |
| --- | ------------------------- | --------------------------- | ------------------------- |
| 1 | لقاء بالصدفة              | 邂逅                        | 24 يناير 2015             |
| شينيتشيرو أسانو، الذي يعيش بمفرده هو عاطل عن العمل، يدخل إلى عالم غريب وخطير من السحر والأشباح بعد أن أنقذته ساكويا شيمازو من شبح متحول علي هيئة أمراءة جذابة، ثم يجب عليه أن يساعدها في مواجهة وحش برق. |                           |                             |                           |
| 2 | الأسم الحقيقي             | 真名                        | 31 يناير 2015             |
| عندما علم شينتشيرو أسم القطة ذات الذيلين المتنكرة بهئة فتاة وفيقوم بمنادتها باسمها الحقيقي، فتقرر أن تصبح الفتاة القطة خادمة له، هذا الأمر الذي يثير استياء ساكويا؛ ثم يجب عليه هو وساكويا التعامل مع انتشار شبح الفئران في مدرستهما. أصبح شينتشيرو مدبر منزل ساكويا وأطلق على تاما اسم تاماكو . |                           |                             |                           |
| 3 | المواجهة                  | 対立                        | 7 فبراير 2015             |
| لان عمل شينيتشيرو كمدبر منزل ساكويا يفرض عليه البقاء في منزلها فقام بالإنتقال هناك بشكل دائم . في هذه الأثناء تظهر ابنة عم ساكويا سوسري مع مساعدتها ماتسوري وتظهر اهتمامًا بشينيشيرو بأكثر من طريقة، حيث كانت تقاتل هي وساكويا علي زعامة عائلة شيمازو ودخل شينيتشيرو كطرف في النزاع بينهن. تختطف سوسري شينشيرو ثانويًا عندما يصبحون جميعًا محاصرين في بُعد آخر ويجب أن يواجهوا السيارات الأشباح وبالفعل بمساعدة بعض يتمكنوا من هزم هذا التحدي |                           |                             |                           |
| 4 | لعبة الظلال               | 暗躍                        | 14 فبراير 2015            |
| ظهر في هذه الحلقة تحدي جديد وهو الغوليم الساموراي الشبح تدور الأحداث فتنتقل سوسيري إلى مدرسة شينشيرو وساكويا. ومع ذلك، قد يكون هناك ما هو أكثر من وجود سوسيري للوهلة الأولى، بما في ذلك حقيقة أن الساموراي الشبح طليق بسيف يحتوي على شبح قاتل وفيدخلوا في قتال معه وبعد عناء كبير يتمكنوا من هزم هذا التحدي لكن تُصدم ساكويا بمعرفة أن هناك العديد من البوابات السحرية المؤدية من عالم الأشباح إلي عالم البشر لسبب ما يتم فتحها مما وضع ساكويا تشك وتحاول جاهدة لمعرفة الفاعل . |                           |                             |                           |
| 5 | عين الحقيقة               | 真眼                        | 21 فبراير 2015            |
| ساكويا أنزعجت من حقيقة أن عائلة شيمازو أرسلت فرق تحقيق خاصة للمعرفة السبب وراء فتح البوبات السحرية في المدرسة لكن أثناء ذلك يدخلون ضد تحدي جديد وهو شبح الجدار نوع من العناكب أو الصراصير الشبحية الذي قام بأصطياد الواحدًا تلو الآخر وتم الكشف أن السبب فتح البوابات السحرية هي ساحرة غربية وأن قدرة شينتشرو الروحية مصدرها الإتصال الفموي حيث يعرف أسم الأشباح أو أي مخلوق من خلال التقبيل، هذا تسبب برعب لساكويا التي خافت أن يكتشف إسمها الحقيقي فيتسبب بالكثير من الأضرار لها . |                           |                             |                           |
| 6 | وعد                       | 約束                        | 28 فبراير 2015            |
| أصبحت حياة شينشيرو أكثر تعقيدًا الآن بعد أن عرف اسم ساكويا الحقيقي لأن معرفته قد تتسبب في إبعاد ساكويا من عائلتها. بينما تناقش عشيرة شيمازو مستقبل ساكويا مع العائلة، يحاول شينتشيرو إصلاح الأمر عن طريق إعادة بناء علاقته معها. قامت ساكويا بفتح قلبها له أخيرًا وأخبرته عن والديها (خاصةً والدها، الذي كان يعمل كساحرًا غربيًا) وعن الوضع داخل عائلة شيمازو الذي دفعها إلى ترك العائلة. تصل مرآة غامضة لكن تبين أنه فخ سحري قد تم إعداده من قبل الساحرة الغربية، ويجب على شينتشيرو وساكويا هزيمة التحدي الجديد وهو الشبح داخل المرآة من أجل العودة، بحيث شبح المرآة كان يمثل مشاعر ساكويا السلبية وبالنهاية تمكن شينتشيرو بمساعدة ساكويا في هزم عدوتها . |                           |                             |                           |
| 7 | الضوء والظلام             | 明暗                        | 7 مارس 2015               |
| عادت الحياة في منزل عائلة شيمازو إلى روتينها السخيف المعتاد، لكن التقارب الجديد بين ساكويا وشينتشيرو تسبب بعض المضاعفات. حيث استحوذ شينتشيرو على السيف ياشو الذي عرف اسمه الحقيقي في وقت سابق، وفي الوقت المناسب تمامًا لمساعدة ساكويا والفريق على مواجهة شبح الدخان في نفق مترو الأنفاق. بينما يقاتل ساكويا والآخرين لإحياء شينيتشيرو الساقط، قاتلت سوسيري الساحرة الغربية، لكن الأخيرة هزمتها. مما أثار غاضب ساكويا فتقوم بإتستخدام أسلوبها الأقوي لإسقاط السحرة الغربية (التي تطلق على نفسها اسم "إيسوكا")، ولكن فعلتها تسببت في أنها أصيبت بجروح بالغة . |                           |                             |                           |
| 8 | الإختبار                  | 試練                        | 14 مارس 2015              |
| ساكويا لاتزال في غيبوبة، بسبب إستنفاد ساكويا لطاقتها الروحية بشكل كبير في قتالها الأخير مع الساحرة الغربية، وشينيشيرو هو الوحيد الذي يمكنه إخراجها منها عن طريق تقبيلها . بالرغم من اعتراضات والدة سوسيري ساجيري شيمازو (التي تطمح للغاية أن تعلن ابنتها رئيسة للأسرة)، قررت جدة ساكويا عدم معاقبة ساكويا. سوسيري رافقت شينشيرو في رحلة تسوق وتتذوق طعم الحياة العادية ... وبالنسبة لسوسيري، هذا شيء لم تختبره من قبل، وكل من رآهما معًا ظن خطأً أنهما خرجا في موعد غرامي! في وقت لاحق، حاولت سوسيري ممارسة طقوس طرد الأرواح الشريرة ضد شبح البرق بمفردها لزيادة قوتها، ولكن عندما تسوء الأمور، طلب شينشيرو السماح لها بمساعدتها؛ هذا مسموح به، ولكن بشرط أن يقوم شينشيرو وسوزيري بذلك بمفردهما. بمساعدة شينتشيرو، تمكنت سوسيري بترويض شبح البرق وتكتشف طريقها الخاص. |                           |                             |                           |
| 9 | هجوم                      | 襲撃                        | 21 مارس 2015              |
| تتعافى إيسوكا من آثار معركتها الأخيرة مع ساكويا، لكن غضبها وكراهيتها وحنقها يتناموا ليصبحوا أكثر شراسة من ذي قبل. فيتم تدمير العديد من الأضرحة والمعابد والكنائس على يد ساحر غربي مجهول الهوية وذلك لإضعاف الطاقة الروحية للمنطقة، وردود فعل ساكويا أقلقت شينيتشيرو. فتفشل الخُطة الموضوعة لحماية آخر حصن للطاقة الروحية في المدينة. يلتقي شينيتشيرو بنامي شيمازو، جدة ساكويا والرئيسة الحالية للعائلة، التي تبدو فتاة صغيرة علي الرغم من سنها الكبير، فتقوم بقص عليه قصة عائلة أساهينا، والتي تعد أعظم منافس لعائلة شيمازو وهي عائلة السحرة الغربيين الذي ينتمي لها والد ساكويا، وأصول إيسوكا. يتم إعطاء شينتشيرو خيارًا بشأن مستقبله وتقوم إيسوكا بهجومها الأكثر جرأة وشراسة وعنفاً منذ الحلقة الأولي حتّى الآن.                                                      |                           |                             |                           |
| 10 | قرار                      | 決着                        | 28 مارس 2015              |
| ساكويا بالكاد تنجو من هجمات إيسوكا القاتلة بمساعدة شينيتشيرو في اللحظة الأخيرة. يقاتل الآخرون شبح الأفعى العملاق ومن خلال الجمع بين قواهم يدمرونه، بينما يقاتل شينشيرو وساكويا الساحرة إيسوكا، الذي تخرج كراهيتها عن نطاق السيطرة ويتسبب ذلك في احتراق منزل ساكويا لدرجة أنهم فقدوا الأمل في هزم إيسوكا. فقام شينتشيرو بإفصاح عن مشاعر حبه تجاه ساكويا والعكس، فيمنح شينتشيرو ساكويا القوة الروحية الكافية لتحطيم دفاعات إيسوكا وتمكنت من إلحاق الهزيمة بها في النهاية. |                           |                             |                           |
| أوفا | الجنة                     | 極楽                        | 26 أغسطس 2015             |
| يسافر شينتشيرو وساكويا والبقية برفقة الجدة نامي شيمازو إلى جزيرة، وذلك للمرح وركوب الأمواج لكن الأشباح تأتي خلفهم فهذا يعني أن الأمور قد تخرج عن السيطرة. عندما يبدأ أعضاء الحفلة في الاختفاء واحدًا تلو الآخر، وبالتالي علي شينتشيرو وساكويا والبقية مقاتلة الأشباح وذلك لتعود الأمور لسجيتها ! |                           |                             |                           |

### طاقم الإنتاج
- رسام العمل الأصلي: تاكاهاشي أوسامو
- الإشراف: أكيرا إيواناجا
- تكوين السلسلة: سوزوكي ياشي
- تصميم الشخصيات الأساسية: يوكيكو أكياما
- الرسوم المتحركة الرئيسية: شوجي كوجين
- الرسام الختامي: أوتو ريتشيرو
- المشرف الفني: أساهو تاكاهاشي
- ضبط اللون: هيديو يويتاني
- المحرر: تاكيشي سياما
- المؤثرات الصوتية: موتسوهيرو نيشيمورا
- إنتاج الصوت: دي إيه أكس بروداكشين
- الموسيقى: ريوج، شيبا «ناوتيو-» ناوكي، أكيزوكي سوكي
- الإنتاج الموسيقي: MAGES.
- المنتج الموسيقي: يوفومي كانايا، جون موراكامي
- إنتاج الرسوم المتحركة: أستديو أرمز
- الإنتاج: لجنة إنتاج مشروع إيسوكا
- اللوحة الأصلية لأغنية النهاية: أوميزو ياسومي

### الدي في دي / البي دي
| ترتيب القرص | تاريخ الإصدار | الحلقات                        | رقم المنتج القياسي | رقم المنتج القياسي       | رقم المنتج القياسي      |
| ترتيب القرص | تاريخ الإصدار | الحلقات                        | إصدار البي دي      | إصدار الدي في دي المحدود | إصدار الدي في دي العادي |
| ----------- | ------------- | ------------------------------ | ------------------ | ------------------------ | ----------------------- |
| 1           | 27 مارس 2015  | تشمل الحلقتين الأولي والثانية  | KAXA-7211          | KABA-10317               | KABA-10322              |
| 2           | 24 أبريل 2015 | تشمل الحلقتين الثالثة والرابعة | KAXA-7212          | KABA-10318               | KABA-10323              |
| 3           | 29 مايو 2015  | تشمل الحلقتين الخامسة والسادسة | KAXA-7213          | KABA-10319               | KABA-10324              |
| 4           | 26 يونيو 2015 | تشمل الحلقتين السابعة والثامنة | KAXA-7214          | KABA-10320               | KABA-10325              |
| 5           | 31 يوليو 2015 | تشمل الحلقتين التاسعة والعاشرة | KAXA-7215          | KABA-10321               | KABA-10326              |

## مصطلحات الأنمي
الاسم الحقيقي
الاسم الحقيقي هو الاسم الذي يحمله سكان عوالم أخرى وأولئك الذين يستخدمون القوى الروحية، فيجب عليهم الامتثال لأمر الشخص الذي يكتشف الاسم الحقيقي الخاص بهم (ولكن ليس من الضروري قبول أوامر مثل «مُتْ»).
شيطان
الشياطين أو الأرواح أو الأشباح هم مخلوقات غريبة تسكن العوالم الأخرى ، فيجب عليهم عند العيش في العالم الحقيقي، أن يقوموا بالاستيلاء على الروح البشرية للحفاظ على حياتهم. وعادتاً ما تتكون هذه المخلوقات وتظهر علي هيئة كيانات حية مثل وحش البرق أو القطة تاماكو أو جمادات كسيف الروح ياشو أو المرآة الغامضة التي ظهرت في الحلقة السادسة موجودة في الواقع، ولكن لا تزال شروط التحول إلى وحش غير معروفة حاليًا.
شيمازو
عائلة شيمازو هي العائلة التي يتمثل عملها في طرد الأرواح الشريرة، تعتبر الأختان جايا وساجري من أفراد الأسرة، وناديشيكو هي أحد أفراد الأسرة. إلي جانب عائلة شيمازو يوجد بعض الناس الذين يهتمون بطرد الارواح الشريرة ومطاردتها

## استقبال
كتب ألين مودي من موقع THEM Anime Reviews أن العرض «به قدر أكبر من العُري (وأقل حبكة) من العديد من أنميات الإباحية اليابانية المعروفة بأسم الهنتاي»، وكان هناك الكثير من العُري الخاضع للرقابة في النسخة المُعدلة من قبل كرانشي رول مثل مشهد الاستحمام الذي عُرض في الحلقة الثالثة «تم وضع بكسلة أو محاء لحجب الإعضاء الجنسية مثل حلمتي الثدي والفرج، المؤخرة .. إلخ» و«في مشهد أخر تم رسم بقعة سوداء على صدر الشريرة ليتم تغطيته فظهرت كأنها سمة تشريحة من جسمها». كما كتب أيضاً أن «الأخطاء الاستمرارية في الرسوم الكارتونية مُخزية». صرح كريس بيفريدج من The Fandom Post أنه «ربما كان هذا مسلسل OVA من ست حلقات جيدة منذ عشرين عامًا، لكنه اليوم مجرد لبنة أخرى في جدار القصص اللطيفة مع شخصيات كاسبار ميلكيتواست ولا يوجد أي شيء مقنع ليقال»  وصفه ثيرون مارتن من شبكة Anime News Network بأن هذه القصة فيها تشابه كبير بين أنمي شاكوجان نو شانا وكيكايشي ولكن مع الكثير من عناصر الحريم. لقد اعتقد أن الإحساس بالتوقيت كان ضعيفًا حيث تحدثت الشخصيات كثيرًا أثناء مشاهد المعارك الحرجة، وأن خدمة المعجبين يتم دفعها بشدة في بعض الأماكن. على الجانب الإيجابي، كانت الموسيقى والصوت ملائمين 
حققت شارة النهاية "Somebody to Love" والتي تعني بالعربية شخصاً ما ليحب من غناء فرقة تو -فورميلا المركو رقم 135 على مخططات أوريكون.

## روابط خارجية
- باللغة اليابانية
- صفحة الأنمي علي موقع قاعدة بيانات الأفلام على الإنترنت
- صفحة الأنمي علي موقع قاعدة بيانات الأنمي والمانغا